# Outside (álbum)
1. Outside (subtitulado como The Nathan Adler Diaries: A Hyper-cycle) es el decimonoveno álbum de estudio del músico británico David Bowie, lanzado el 25 de septiembre de 1995 por Arista Records. Este álbum significó la reunión de Bowie con Brian Eno, con quien había trabajado, entre otros, en su Trilogía de Berlín en la década de 1970.  Outside se centra en los personajes de un mundo distópico en la víspera del siglo XXI. El álbum volvió a poner a Bowie en la escena principal de la música rock con sus singles "The Hearts Filthy Lesson", "Strangers When We Meet" y "Hallo Spaceboy" (remezclada por Pet Shop Boys).

## Historia y desarrollo
Bowie había reconectado con Brian Eno en su boda con Iman Abdulmajid en 1992. Bowie y Eno tocaron cada uno su música en la recepción de la boda, encantados por el ambiente de las parejas en la pista de baile. A ese punto, Bowie supo que "ambos estábamos interesados en mordisquear en la periferia del mainstream, en lugar de entrar de lleno. Nos enviamos largos manifiestos sobre lo que faltaba en la música y lo que nosotros deberíamos estar haciendo. Decidimos realmente experimentar e ir al estudio sin siquiera una sola idea." Bowie y Eno visitaron el hospital psiquiátrico Gugging cerca de Viena, Austria, alrededor de 1994, y entrevistaron y fotografiaron a sus pacientes quienes fueron famosos por su "arte marginal." Una de las canciones del disco, "I'm Deranged", fue directamente influenciada por uno de los pacientes que Bowie entrevistó en el hospital. Bowie y Eno consiguieron llevarse algo de ese arte consigo al estudio, ya que trabajaron juntos en marzo de 1994, y allí surgió una pieza de tres horas que era principalmente un diálogo. A finales de 1994, la Revista Q le pidió a Bowie que escribiera un diario por diez días (para ser publicado posteriormente en la revista), pero Bowie, temeroso de que su diario fuera aburrido ("... yendo al estudio, volviendo a casa, yendo a dormir"), escribió en su lugar un diario de uno de sus personajes ficticios (Nathan Adler) a raíz de su improvisación anterior con Eno. Bowie dijo "en lugar de 10 días, ¡se convirtieron en 15 años de su vida!". Esta se convirtió en la base para la historia de 1. Outside.
Como resultado, a diferencia de algunos de los anteriores discos de Bowie, ni una sola canción fue escrita antes de que la banda entrara en el estudio. En su lugar, Bowie escribió muchas canciones junto a la banda en sesiones improvisadas. Bowie y Eno también continuaron con las técnicas de composición experimentales que habían comenzado a usar durante la Trilogía de Berlín. En 1995, mientras hablaba a la prensa sobre el álbum, Bowie declaró que:
| "Todo lo que había comprado o solía ir a ver, o escuchar, siempre fue algo marginal. Siempre estuve mucho más interesado en la periferia de los asuntos de la vida, que en lo que sucedía en el centro. El centro siempre me pareció un vocabulario simple o algo así. No captaba mi imaginación ".—David Bowie en 1995 acerca de su fascinación con las cosas "fuera" del mainstream. |

Lo que Brian hizo, que era muy útil, es que proporcionaba a todos con flash cards al principio del día. En cada una, un personaje era descrito, como "Eres un miembro descontento de una banda de rock de Sudáfrica. Toca las notas que fueron reprimidas." ... Porque eso marcaba la pauta para el día, y la música tomaría todas aquellas áreas oscuras. Y sería muy raro caer en el cliché.

Los "recortes aleatorios" de la historia de Adler que son parte de las canciones y las notas del álbum fueron escritas por Bowie, quién las escribió en su Mac y luego las transformó por medio de un programa llamado Verbasizer. El Verbasizer fue creado por el cofundador de Gracenote, Ty Roberts, y Bowie mismo. El software cortaría y reordenaría las palabras de Bowie electrónicamente, justo como él lo hubiera hecho con papel, tijeras y pegamento en los setenta. Entonces, Bowie miraría la nueva letra mientras la banda tocara una canción y decidiría "si fuese a cantar, a hacer un diálogo, o un personaje. Podría improvisar con la banda, bastante rápido, yendo de una línea a otra, viendo qué funcionaba." Bowie afirmó que tomó alrededor de tres horas y media usando este método, para crear "virtualmente la génesis entera" del álbum Outside.
Con casi 75 minutos, el álbum es uno de los más largos de Bowie. Cuando fue lanzado, Bowie supo que podía ser un problema. Él dijo, "tan pronto como lo lancé, pensé, es jodidamente largo. Va a morir. Hay mucho en él. Realmente debí haber hecho dos CDs."

## Concepto y temas
Las notas incluyen una historia corta de Bowie titulada "El diario de Nathan Adler o el ritual artístico y asesinato de Baby Grace Blue: un hiperciclo de drama gótico no lineal", que describe una versión algo distópica del año 1999 en que el gobierno, a través de su comisión de artes, había creado una nueva oficina para investigar el fenómeno del crimen artístico. En éste futuro, el asesinato y la mutilación de cuerpos se habían convertido en una nueva moda del arte undeground. El personaje principal, Nathan Adler, se encargaba de decidir qué era legalmente aceptable como arte y qué era, en una palabra, basura. El álbum está lleno de referencias a personajes y sus vidas mientras investiga los complicados eventos que llevaron al asesinato de una niña de catorce años. Uno debe suponer que el personaje de Bowie, Nathan Adler, trabaja para el gobierno británico debido a varias referencias a las ciudades de Londres y Oxford, pero en las notas del álbum se revela que son, al menos en algunos casos, London, Ontario y Oxford, Nueva Jersey, lo que indica que toda la historia puede tener lugar en América del Norte o, de hecho, que la distinción entre los dos lugares se ha vuelto borrosa e indistinguible.
Bowie afirmaría que el álbum tiene "fuertes reminiscencias de Diamond Dogs ... La idea de esta situación post-apocalíptica está ahí, de alguna manera. Puedes sentirlo". En entrevistas, Bowie comentó que el álbum estaba destinado para reflejar la ansiedad de los últimos cinco años del milenio, diciendo: "En general, una ambición a largo plazo es convertirlo en una serie de álbumes que se extiendan hasta 1999, para tratar de capturar, utilizando este mismo mecanismo, cómo se sienten los últimos cinco años de este milenio. Es un diario dentro del diario. La narrativa y las historias no son el contenido, el contenido son los espacios entre las partes lineales. Las complicadas y extrañas texturas... Oh, tengo las mejores expectativas para el fin de siècle. Lo veo como un rito simbólico de sacrificio. Lo veo como una desviación, un deseo pagano de apaciguar a los dioses, para que podamos seguir adelante. Hay una verdadera hambruna espiritual allí fuera, llenada por estas mutaciones de los apenas recordados ritos y rituales. Para tomar el lugar del vacío dejado por una iglesia no autoritaria. Tenemos éste botón de pánico que nos dice que será una locura colosal a fines de éste siglo".
Bowie estaba influenciado por el artista de performance, Ron Athey. Las referencias a la influencia de Athey fueron una característica habitual en las charlas de Bowie sobre Outside incluso en una conversación publicada con Brian Eno. Bowie hizo referencia a Athey directamente en el video musical de "The Hearts Filthy Lesson" (dirigido por Samuel Bayer en 1995), donde el actor porno Bud Hole utilizó la característica "corona de espinas quirúrgicas" de Athey (sin el consentimiento de Athey; Athey previamente había rechazado aparecer en el video). Bowie también hizo un retrato manipulado digitalmente de Athey y Divinity Fudge (también conocido como Darryl Carlton) para acompañar su contribución a una edición especial de la revista Q el mismo año. El retrato contaba con una fotografía de Dona Ann McAdams documentando la actuación de Athey  "4 Escenas en una Vida Dura" en el espacio de actuación de PS122 en Nueva York. McAdams demandó con éxito a Bowie por usar su imagen sin consentimiento. 
En 1999, resumiendo su trabajo hasta la fecha e incluyendo a Outside, Bowie dijo: "Quizás la única línea entre algunas de las cosas en Outside y el próximo milenio, es esta nueva adoración pagana, toda esta búsqueda de una nueva vida espiritual que está sucediendo. Por la forma en que hemos demolido la idea de Dios con ese triunvirato a principios de siglo, Nietzsche, Einstein y Freud. Realmente demolieron todo lo que creíamos. 'El tiempo se dobla, Dios está muerto, el ser interno está hecho de muchas personalidades'... wow, ¿dónde diablos estamos? [...] Me pregunto si nos hemos dado cuenta de que lo único que pudimos crear como 'Dios' fue la bomba de hidrógeno, y que las consecuencias de habernos dado cuenta que como dioses parece que sólo podemos producir un desastre, es que las personas intentan encontrar algún vínculo espiritual y universalidad con una vida interior realmente nutrida. Pero también existe éste positivismo que encuentras ahora que realmente no estaba allí en el final del último siglo. Luego, la típica frase entre las comunidades artísticas y literarias, era que había sido el fin del mundo. Realmente sentían que en 1999 no había nada más, que solo un desastre completo podía seguir. No es así ahora. Podemos estar un poco cautelosos o nerviosos acerca de lo que está a la vuelta de la esquina, pero no tenemos la sensación de que todo va a terminar en el año 2000. De hecho, hay casi un sentimiento de celebración de 'bueno, al menos podemos quebrarnos y realmente sacarlo adelante todos juntos'."

## Arte de tapa
La portada del álbum es un primer plano de un autorretrato (de una serie de cinco) pintado por David Bowie en 1995. El nombre del autorretrato es "The Dhead - Outside" y es una litografía de 25,5 x 20 cm. El retrato original permanece en la colección privada de Bowie. 

## Álbumes siguientes
Bowie había considerado escribir un álbum cada año, más o menos hasta el final del milenio, para contar la historia de cómo se sintió el final del milenio. Él dijo: "Esta es una oportunidad única en la vida, para un medio narrativo, de hacer una crónica de los últimos cinco años del milenio. La intención demasiado ambiciosa es llevar esto hasta el año 2000". Bowie sentía que había grabado suficiente material durante las sesiones de 1. Outside que expresó su intención de continuar la narración a través de un set de 3 álbumes. Sugirió que podría lanzar más álbumes que continuarían la historia, y dijo: "Preveo que, el próximo año, desarrollaremos una gran cantidad de otros personajes o tal vez reintroduzcamos algunos de ellos o incluso neguemos algunos de ellos. Quizás nunca encontremos a Baby Grace. Tal vez Adler se convierta en la próxima víctima. No lo sé. Y eso es algo interesante. Quizás nos aburramos del asesinato como arte y nos mudemos a otra área de nuestra sociedad. Todo está en juego. Así que estoy bastante interesado en el futuro de esta cosa. Tenía la intención de llamar al segundo álbum Contamination, y había esbozado los personajes para el álbum (incluidas algunas "personas del siglo XVII" ) y esperaba que el álbum fuera lanzado en la primavera de 1997. A mediados de 1996, Bowie dijo en una entrevista que tenía la intención de ir al estudio en septiembre u octubre de ese año, solo él y Eno, para trabajar en la secuela de Outside, pero que iba a trabajar en un álbum de estudio usando su banda de gira el primero de julio. A pesar de esto, nunca se produjo una secuela directa de Outside, y el próximo álbum de Bowie fue su obra Earthling (1997), influenciada por el jungle y el drum and bass. Bowie también mencionó la posibilidad de lanzar un álbum llamado Inside que sería un making-of de Outside: "Nuestro método de trabajo será detallado en él, un par de jams y más de esas voces. El primer monólogo de Baby Grace fue de 15 minutos de duración y fue muy Twin Peaks". Sin embargo, no se lanzó tal álbum.
Acerca de la sobregrabación para el álbum, Bowie dijo: "Lo único en lo que realmente, de manera seria, puedo pensar que me gustaría hacer en el futuro - es tan desalentador - es en el resto del trabajo que [Brian] Eno y yo hicimos cuando comenzamos a hacer el álbum Outside [en 1994]. Hicimos improvisaciones durante ocho días, y teníamos algo de alrededor de 20 horas, que simplemente no puedo comenzar a escuchar. Pero hay algunas gemas absolutas allí...".
En 2016, un día después de la muerte de Bowie, Eno recordó: "Hace aproximadamente un año comenzamos a hablar de Outside, el último álbum en el que trabajamos juntos. A los dos nos gustó mucho ese álbum y sentimos que había quedado en el olvido. Hablamos sobre revisitarlo, llevarlo a un lugar nuevo. Estaba esperando eso".

## Recepción y crítica
Rolling Stone le dio al álbum 3 de 5 estrellas al momento del lanzamiento, criticando las pistas narrativas intercaladas, declarando que "son los lenguajes superfluos - los monólogos hablados intrusivos, la narrativa cibernética manipulada por el jurado, las caracterizaciones excesivamente elaboradas - las que casi hunden al disco". Sin embargo, la revista generalmente elogió la música, diciendo que es "posiblemente su mejor trabajo desde los años 70" y "una potente colección de riffs de vanguardia y nociones de ritmo". Continuaron apreciando las letras de Bowie como "inteligentes", "efectivas" y "astutas", especialmente en las canciones "I Have Not Been to Oxford Town" y "A Small Plot of Land".
"La gente normal puede sentirse estafada frente a la melodía", comentó Tom Doyle en Q, "y las legiones que llegaron en Let's Dance seguramente quedarán completamente desconcertadas. Quizás, sin embargo, ese sea el punto". 
La revista Live! calificó al álbum como "arriesgado", pero finalmente lo consideró exitoso. Después de la muerte de Bowie, la revista Prog dijo que, "ridiculizado por algunos en ese momento por su percepción de autocomplacencia, Outside será ahora revaluado y será considerado uno de sus mejores". Consequence of Sound clasificó Outside número siete en su lista de álbumes de estudio de David Bowie, por encima de los aclamados discos como Blackstar o Station to Station, afirmando que el álbum "tuvo éxito porque Bowie aceptó  completamente su concepto y extrañeza".

## Actuaciones en vivo
Bowie consideró presentar Outside teatralmente, pero no estaba seguro de cómo hacerlo. Él dijo: "No voy a presentar el nuevo álbum teatralmente, es un proyecto demasiado ambicioso... Para mí, es atractivo trabajar con algo que se parezca al trabajo de Brecht, las piezas que hizo con Weill. The Rise & Fall of Mahagonny siempre fue una gran influencia para mí. La idea de tratar de recrear ese tipo de situaciones en el rock siempre ha sido atractiva y creo que es a lo que posiblemente me estoy moviendo".
En cambio, Bowie llevó su música a una gira más convencional desde finales de 1995 hasta principios de 1996. Bowie realizó una gira con Nine Inch Nails en apoyo de su álbum, llamada "Outside Tour". Morrissey abrió para Bowie en el Reino Unido en septiembre con tres espectáculos en el Wembley Arena de Londres. También se suponía que Morrissey sería el acto de apoyo durante la etapa europea en octubre, pero finalmente canceló sus compromisos justo antes del comienzo de la gira. 

## Lista de canciones
| N.º | Título                                        | Escritor(es)                                                                           | Cantado desde la perspectiva de           | Duración |  |
| 1.  | «Leon Takes Us Outside»                       | David Bowie, Brian Eno, Reeves Gabrels, Mike Garson, Erdal Kızılçay, Sterling Campbell | Leon Blank                                | 1:25     |  |
| 2.  | «Outside»                                     | Bowie, Kevin Armstrong                                                                 | Prólogo                                   | 4:04     |  |
| 3.  | «The Hearts Filthy Lesson»                    | Bowie, Eno, Gabrels, Garson, Kızılçay, Campbell                                        | Detective Nathan Adler                    | 4:57     |  |
| 4.  | «A Small Plot of Land»                        | Bowie, Eno, Gabrels, Garson, Kızılçay, Campbell                                        | Los residentes de Oxford Town, New Jersey | 6:36     |  |
| 5.  | «Baby Grace (A Horrid Cassette)» (segue)      | Bowie, Eno, Gabrels, Garson, Kızılçay, Campbell                                        | Baby Grace Blue                           | 1:39     |  |
| 6.  | «Hallo Spaceboy»                              | Bowie, Eno                                                                             | Paddy                                     |          |  |
| 7.  | «The Motel»                                   | Bowie                                                                                  | Leon Blank                                | 5:14     |  |
| 8.  | «I Have Not Been to Oxford Town»              | Bowie, Eno                                                                             | Leon Blank                                | 6:49     |  |
| 9.  | «No Control»                                  | Bowie, Eno                                                                             | Detective Nathan Adler                    | 3:49     |  |
| 10. | «Argelia Touchshriek» (segue)                 | Bowie, Eno, Gabrels, Garson, Kızılçay, Campbell                                        | Argelia Touchshriek                       | 2:03     |  |
| 11. | «The Voyeur of Utter Destruction (as Beauty)» | Bowie, Eno, Gabrels                                                                    | El artista/Minotauro                      | 4:21     |  |
| 12. | «Ramona A. Stone/I Am with Name» (segue)      | Bowie, Eno, Gabrels, Garson, Kızılçay, Campbell                                        | Ramona A. Stone y sus secuaces            | 4:01     |  |
| 13. | «Wishful Beginnings»                          | Bowie, Eno                                                                             | El artista/Minotauro                      | 5:08     |  |
| 14. | «We Prick You»                                | Bowie, Eno                                                                             | Miembros de la Corte de Justicia          | 4:33     |  |
| 15. | «Nathan Adler»                                | Bowie, Eno, Gabrels, Garson, Kızılçay, Campbell                                        | Detective Nathan Adler                    | 1:00     |  |
| 16. | «I'm Deranged»                                | Bowie, Eno                                                                             | El artista/Minotauro                      | 4:31     |  |
| 17. | «Thru' These Architects Eyes»                 | Bowie, Gabrels                                                                         | Leon Blank                                | 4:22     |  |
| 18. | «Nathan Adler» (segue)                        | Bowie, Eno                                                                             | Detective Nathan Adler                    | 0:28     |  |
| 19. | «Strangers When We Meet»                      | Bowie                                                                                  | Leon Blank                                | 5:07     |  |

## Créditos
- Productores:
  - David Bowie
  - Brian Eno
  - David Richards (coproductor)

- Mezcla y tratos adicionales:
  - David Richards
  - David Bowie

- Masterización:
  - David Richards
  - Kevin Metcalfe

- Ingenieros Asistentes:
  - Ben Fenner
  - Andy Grassi
  - Jon Goldberger
  - Domonik

- Diseño de álbum & Manipulación de Imagen:
  - Denovo

- Cubierta de álbum, Concepto:
  - David Bowie
  - Denovo

- Pintura - Cubierta delantera:
  - "Head of DB" (11"x11") acrílico en lona, 1995 por David Bowie

- Fotografía:
  - John Scarisbrick

- Estilista:
  - Jennifer Elster

Músicos:
- David Bowie: Voz, saxofón, guitarra, teclado
- Brian Eno: Sintetizadores, tratamientos, estrategias
- Reeves Gabrels: Guitarra
- Erdal Kızılçay: Bajo, teclado
- Mike Garson: Grand piano
- Sterling Campbell: Batería
- Carlos Alomar: Guitarra rítmica
- Joey Baron: Batería
- Yossi Fine: Bajo
- Tom Frish: Guitarra adicional en "Strangers When We Meet"
- Kevin Armstrong: Guitarra adicional en "Thru' These Architect's Eyes"
- Bryony, Lola, Josey y Ruby Edwards: Voz (fondo) en "The Hearts Filthy Lesson" y "I Am With Name"

## Posiciones en las listas
| Año  | Listas          | Posición |
| ---- | --------------- | -------- |
| 1995 | Noruega         | 15       |
| 1995 | UK Albums Chart | 8        |
| 1995 | US Billboard    | 21       |

## Cultura popular
"The Hearts Filthy Lesson" fue usada para los créditos finales de la película de David Fincher de 1995, Se7en. 
Una versión alternativa de "A Small Plot of Land" fue utilizada en la película de Julian Schnabel de 1996, Basquiat, en la cual Bowie interpreta a Andy Warhol. 
La canción "I'm Deranged" fue utilizada al inicio y en los créditos finales del filme de David Lynch de 1997, Lost Highway. Para los créditos finales, la voz de Bowie comienza a cantar a cappella en las primeras líneas, antes del inicio de la pista. 
La canción "I Have Not Been to Oxford Town" fue ligeramente modificada, reemplazando 'Oxford Town' por 'Paradise' y '20th Century' por '23rd century' y presentada en el filme de Paul Verhoeven de 1997, "Starship Troopers". Fue interpretada por Zoë Poledouris y renombrada como "I Have Not Been to Paradise" en su aparición de cameo como la cantante principal de la banda de la fiesta de graduación.
Una versión modificada de "No Control", adaptada por David Bowie y Brian Eno, es utilizada en la adaptación musical para teatro de Bob Esponja, estrenada en 2016.